# Hà Tĩnh (ville)
Hà Tĩnh est une ville du nord du Viêt Nam, capitale de la province de Hà Tĩnh sur la côte centrale du Nord. Sa population s'élève à 202 062 habitants.

## Géographie
Hà Tĩnh se trouve à 340 km au sud de Hanoï, à 50 km au sud de Vinh. Hué est à 314 km au sud. La ville est sur la route nationale 1A et à 12 km de la côte de la mer de Chine. 
Elle s'étend sur 56,19 km2.

## Histoire
Hà Tĩnh a obtenu le statut de ville le 28 mai 2007.

## Religion
- Diocèse de Hà Tĩnh , dont le siège est à la cathédrale Saint-Michel-Archange